# Dev1ce
Nicolai Hvilshøj Reedtz (8 de setembro de 1995), mais conhecido como dev1ce (as vezes escrito como device), é um jogador profissional dinamarquês de Counter-Strike: Global Offensive que joga pela Astralis. Em sua primeira passagem pela Astralis, ele se tornou o primeiro (junto com três de seus então companheiros de equipe) a vencer quatro Campeonatos Majors de CS:GO e a vencer três deles consecutivamente. Ele é considerado um dos melhores jogadores de todos os tempos, jogando consistentemente em um nível individual muito alto desde 2014.

## Infância e juventude
Reedtz nasceu em 8 de setembro de 1995 em Vejle, região do sul da Dinamarca. Ele começou a jogar jogos eletrônicos quando era adolescente com seu irmão, pois seu talento era imediatamente perceptível. Ele também era um jogador de badminton excepcional. Na verdade, aos 14 anos, os grandes clubes da Dinamarca queriam que ele jogasse por eles. Ele recusou suas ofertas, citando uma lesão no joelho e um maior nível de paixão por videogames.

## Carreira

### 2013–2015
A primeira estreia oficial de dev1ce no CS:GO foi com a Fnatic como substituto temporário em março de 2013 na ESL Major Series One - Spring 2013: Cup #4. Depois disso, ele começou no time da Copenhagen Wolves com Nico, cajunb, dupreeh e FeTiSh. Ele venceu vários eventos pequenos com a Copenhagen Wolves e no DreamHack Winter 2013, o maior evento de 2013, terminou do quinto ao oitavo lugar.
Em fevereiro de 2014, ele foi contratado pela organização Team Dignitas com cajunb, dupreeh, Xyp9x e FeTiSh (este último que foi substituído por karrigan em dezembro de 2014). Dev1ce jogou bem com este time, mas nunca conquistou o primeiro lugar em nenhum torneio; eles frequentemente ganhavam o terceiro lugar. Ele conquistou o 20º lugar entre os 20 melhores jogadores de CS:GO do mundo em 2014.
Em 2015, com a mesma formação, mudaram para a organização americana Team SoloMid. Eles conquistaram o primeiro lugar em muitos torneios. Dev1ce terminou o ano em terceiro lugar entre os 20 melhores jogadores do mundo da HLTV. No final de 2015, dev1ce e seus companheiros de equipe se separaram da Team SoloMid e continuaram sem nenhuma organização com os mesmos companheiros de equipe, passando a adotarem o nome "Question Mark" temporariamente.

### 2016–presente
Em janeiro de 2016, criou junto com seus companheiros sua própria organização chamada Astralis. No final de 2016, ele conquistou o 3º lugar entre os 20 melhores jogadores do mundo de 2016. Em 2017, a Astralis venceu o ELEAGUE Major 2017, e conquistou a 1ª classificação das melhores equipes do mundo em 2017 e durante a maior parte de 2018 na HLTV. Dev1ce foi o segundo melhor jogador do mundo em 2018 e superou o recorde de GeT_RiGhT de maior número de MVPs de torneios ganhos em um único ano (seis em 2013), conquistando seu sétimo nas finais da ECS S6.
Dev1ce ganhou quatro Campeonatos Majors com a Astralis e dois títulos de MVP no FACEIT Major: London 2018 e no StarLadder Major: Berlin 2019.
Dev1ce foi listado na Forbes 30 Under 30 Europe: Sports & Games em 2020.
Em 23 de abril de 2021, ele se juntou à Ninjas in Pyjamas.
Em 27 de outubro de 2022, dev1ce voltou à Astralis em um contrato de vários anos.